# Tatiana Muñoz Brenes
Tatiana Muñoz Brenes es curadora de arte especializada en arte queer y transfeminista. Graduada de las carreras de Historia del Arte y de Psicología en la Universidad de Costa Rica, en la cual funge como investigadora y docente. Es miembro de la Junta Directiva de ICOM Costa Rica. Ganadora de la beca Fulbright, cursa un máster en Museum Studies de la New York University.
Como curadora independiente, su formación le ha permitido trabajar también en los temas de museos comunitarios, sostenibilidad, investigación de colecciones, curaduría de exposiciones y acompañamiento curatorial de producción artística. Posee experiencia en proyectos internacionales, ponencias, publicaciones y formación museística en Reino Unido, Portugal, España, China, Japón, Ecuador, Estados Unidos y otros, con entidades como el Museo de la Identidad y el Orgullo (MIO), el Centro Cultural de España, el Museo de Arte y Diseño Contemporáneo, la Compañía Nacional de Teatro, el Jardín Botánico Lankester, el Museo Calderón Guardia, el Museo +UCR, el Museo Nacional, el Consejo Internacional de Museos (ICOM), la Fundación Getty, la Universidad de Saint Andrews en Escocia y la galería The 8th Floor en Nueva York.
Su ejercicio profesional está motivado por los artivismos decoloniales que cuestionan a la historia del arte oficial y la promoción de los derechos humanos, especialmente para la comunidad LGBTIQ+ y las mujeres.

## Trayectoria y temáticas de trabajo distintivas

### Transfeminismos
Muchos de los proyectos dirigidos y curados por Tatiana Muñoz Brenes son de corte feminista, tanto a través de la investigación y las obras incluidas, así como en el marco de ejecución de su trabajo. Una de sus proyectos destacados en torno a ello es "El corazón aúlla: Performance feminista latinoamericano y revuelta" ganador de la primera convocatoria curatorial de la Fundación Shelley y Donald Rubin en el 2022, que se expuso en la galería The 8th Floor en Nueva York. Esta exposición, co-curada por Alexis Heller, realiza una denuncia a los feminicidios a través de una curaduría de obras de performance realizadas por 14 artistas mujeres, trans, cis y no binaries, de Costa Rica, Guatemala, Perú, México, El Salvador, Chile, Brasil y Argentina. La exposición incluye obras de Nayla Altamirano, Denise E. Reyes Amaya, Elina Chauvet, Cristina Flores, Regina José Galindo, Fernanda Laguna and Cecilia Palmeiro, Flavia Marcus Bien, Luiza Prado de O. Martins, Rossella Matamoros-Jiménez, Bárbara Milano, Wynnie Mynerva, Jazmín Ra, y Berna Reale.
Otro proyecto curatorial destacado de corte feminista es "Mamografías de una mujer que no existe", exposición individual de la artista Mariela A. Porras-Chaverri quien es a su vez doctora en Física Médica. A través del arte conceptual, hace una denuncia a la academia exponiendo las frustraciones del lugar de Mariela Porras como mujer científica que piensa y siente, y habla por las mujeres como cuerpos-objetos de estudio, al denunciar la disonancia entre los cuerpos que producen la ciencia y los cuerpos que la reciben. Esta exposición se inauguró en el 2022 como parte del Circuito de Prácticas Artísticas Feministas, iniciativa del Centro Cultural de España en Costa Rica, iniciativa del Museo de las Mujeres y Casa Ma de Costa Rica y LL Proyectos de Honduras, con el que se busca visibilizar el trabajo de mujeres artistas, promover la inserción de mujeres en la gestión de espacios y actividades culturales y crear alianzas interinstitucionales en torno a movimientos feministas y se presentó también en el 2023 en la Galería CU de la Universidad de Costa Rica.

### Arte queer
Tatiana es co-coordinadora de curaduría en el Museo de la Identidad y el Orgullo (MIO), único museo en Centroamérica con temática LGBTIQ+. Desde allí, en 2021 fue la productora del podcast Quiero Queer en colaboración con el Centro Cultural de España en Costa Rica, en el que se entrevistaron 16 artistas de la comunidad LGBTIQ+ de Costa Rica para abordar sus intenciones y trasfondo de su obra así como en una segunda temporada en el 2022 con personas mayores de 50 años para explorar las experiencias socioafectivas de su juventud.
Asimismo, colaboró con el museo español Museari en su mapeo de artistas queer de Costa Rica para la exposición anual de Museari Queer Art en el 2021 y el 2022, donde fueron incluidos los artistas costarricenses Andy Retana, Sussy Vargas Alvarado, Osvaldo Sequeira y Man Yu, a partir de la colaboración con Tatiana Muñoz Brenes.
Por su parte, fue la curadora de la exposición inaugural de la Galería Spectro, fundada en 2021 como espacio de acceso a la cultura abierto a la comunidad LGBTIQ+ y personas aliadas, con el fin de dar visibilización ante la insuficiencia de los espacios inclusivos enfocados en las artes en San José, Costa Rica. También curó la exposición virtual "Existir y resistir en la diversidad", muestra de grafitis hechos en la Universidad de Costa Rica acerca de temas de diversidad sexual y de género realizada en el 2022, como revisión de gráfica de protesta para el señalamiento directo de realidades e inquietudes, el deseo de cambio y afirmación personal y colectivo, el rompimiento anónimo de las reglas establecidas y la divulgación del cambio, organizada entre la Universidad de Costa Rica y el Museo de la Identidad y el Orgullo.

### Panero
Además de destacar por su labor en arte queer y transfeminismos, Tatiana es especialista en estudios de Leopoldo María Panero. Su tesis de Licenciatura en Psicología es una relectura desde el psicoanálisis y la literatura de terror de las relaciones parentofiliales, a partir del libro "El lugar del hijo" de Leopoldo María Panero.